# Irem M-62
Irem M-62 ist der Name eines Spielautomaten-Systems, das für mehrere Arcade-Spiele entwickelt wurde.
Der Hersteller Irem benannte seine Spielautomatensysteme mit Nummern. Es begann mit dem M-10 aus dem Jahre 1979, von dem wenig bekannt ist. Meistens erfolgten die Schritte in 10er-Stufen. Das letzte System war das 1994 hergestellte M-107. M-62 wurde 1984 um das Computer-Spiel Kung-Fu Master, dem ersten horizontalen Beat ’em up, entwickelt.

## Spiele
Folgende Spiele benutzen (fast) die gleiche Hardware:
- Kung-Fu Master / Spartan-X (jap.) (1984)
- The Battle Road (1984)
- Lode Runner (lizenziert von Brøderbund) (1984)
- Lode Runner II – The Bungeling Strikes Back (lizenziert von Brøderbund) (1984)
- Horizon (1985)
- Lode Runner III – The Golden Labyrinth (lizenziert von Brøderbund) (1985)
- Lot Lot (1985)
- Spelunker (lizenziert von Brøderbund) (1985)
- Kid Niki – Radical Ninja / Kaiketsu Yanchamaru (1986) (mit analogen Trommeln)
- Lode Runner IV – Teikoku Kara no Dasshutsu (1986)
- Spelunker II (lizenziert von Brøderbund) (1986)
- Youjyuden (1986)

## Hardware-Details

### CPU
Das System besteht aus drei übereinanderliegenden Platinen: Auf der Hauptplatine ist der Prozessor Zilog Z80 (die Arcade-CPU). Sie ist kompatibel mit dem i8080 von Intel, aber billiger. Als Zweit-CPU wird ein M6803 von Motorola verwendet, der für die Sound- und Eingabesteuerung (Joystick 4-Wege und 2 Knöpfe) zuständig ist. Der Z80 ist mit 3,072 MHz und der M6803 mit 894,86 kHz getaktet.

### Sound
Das Soundsystem besteht aus zwei AY-3-8910 (General Instrument, teils auch dem kompatiblen Yamaha YM2149) für Musik (hatten die meisten Arcade-Spiele) und zwei MSM5205 (Oki) (fast nur von Irem benutzt) für die Geräusche/Sprache. Die Soundausgabe ist insgesamt mono. Die Musikausgabe ist für die damaligen Verhältnisse gut (6-stimmig). Die Sprachausgabe ist allerdings etwas blechern (insbesondere die Gelächter der Boss-Gegner), aber durchaus dem Kung-Fu Spiel gerecht. Kid Niki und Horizon haben eine analoge Schaltung für die Trommelgeräusche. Die analoge Emulation in MAME via Netlist begann im Juni 2015 (ab Version 0.163).
Der MSM5205 besitzt eine interne 12-Bit Decodier-Schaltung mit Werten von 0 bis 8191. Die Daten liegen im ADPCM-Format (.vox) vor. Die Samplerate beträgt lediglich 4000 Hz.

### Grafik
Die Grafikauflösung beträgt normalerweise 256×256 Pixel bei einem Seitenverhältnis von 4:3, jedoch können diese, sowie weitere Funktionen, über Jumper verändert werden.
In der Grundversion (Kung-Fu Master) gibt es 512 verschiedene Farben.
Weitere Angaben: 55 fps, Zeilensprung alle 17,90 ms.
Screenshots des Emulators M.A.M.E. werden, nach wie vor, fälschlicherweise quadratisch abgespeichert; in der Emulation kann jedoch auf das richtige Seitenverhältnis gestreckt werden.

### Abmessungen
Die Größe des Boards beträgt 23 × 28 cm zuzüglich interner Steckverbindungen (die Leiterplatten sind seitlich per Kabelstecker miteinander verbunden) und externer Anschlüsse wie z. B. ein JAMMA-Adapter. Die Höhe (Dicke) beträgt insgesamt etwa 6 cm (inklusive Bauteilen und Befestigungen).

## Platinen
Die drei Platinen haben spezielle Bezeichnungen. Allerdings sind sie je nach Spiel etwas unterschiedlich. Später wurden auch größere Speicherchips und teils andere Prozessoren eingesetzt. Zudem gab es auch Nachahmerplatinen, sogenannte Bootlegs.
- Untere Platine (Bottom Board, Platine B oder B-C) meist für die zahlreichen Grafik-ROMs (Figurengrafik), je 8 KB
- Mittlere Platine (Connection Board, Platine A) A-B, A-C oder A-E mit Prozessoren, Programm- und Sound-ROMs
- Obere, kleinere Platine V-A, E-A oder A-B (Restliche Grafik-ROMs) Kung-Fu Master: G-Board

Zudem befinden sich zahlreiche Logikbausteine auf den Platinen.